# NSWRL 1910/Ergebnisse
Diese Liste enthält die Ergebnisse der regulären Saison der NSWRL 1910. Die reguläre Saison startete am 30. April und endete am 10. September. Sie umfasste 14 Runden.

## Runde 1
| 30. April 15:15 | Annandale      | 6 : 31 | Newtown Jets | Wentworth Park, Sydney Zuschauer: 600 Schiedsrichter: A. Ballerum |
| 30. April 15:15 | (3:18) Bericht |        |              | Wentworth Park, Sydney Zuschauer: 600 Schiedsrichter: A. Ballerum |

| 30. April 15:15 | Eastern Suburbs | 24 : 14 | Western Suburbs Magpies | Royal Agricultural Society Showground, Sydney Zuschauer: 500 Schiedsrichter: H. Poulton |
| 30. April 15:15 | (13:4) Bericht  |         |                         | Royal Agricultural Society Showground, Sydney Zuschauer: 500 Schiedsrichter: H. Poulton |

| 30. April 15:15 | North Sydney Bears | 13 : 9 | Glebe | North Sydney Oval, Sydney Zuschauer: 3.000 Schiedsrichter: George Seabrook |
| 30. April 15:15 | (0:6) Bericht      |        |       | North Sydney Oval, Sydney Zuschauer: 3.000 Schiedsrichter: George Seabrook |

| 30. April 15:15 | South Sydney Rabbitohs | 13 : 5 | Balmain Tigers | Birchgrove Oval, Sydney Zuschauer: 6.000 Schiedsrichter: Arthur Farrow |
| 30. April 15:15 | (0:5) Bericht          |        |                | Birchgrove Oval, Sydney Zuschauer: 6.000 Schiedsrichter: Arthur Farrow |

## Runde 2
| 14. Mai 15:15 | Balmain Tigers | 8 : 2 | Annandale | Birchgrove Oval, Sydney Zuschauer: 2.000 Schiedsrichter: George Seabrook |
| 14. Mai 15:15 | (5:0) Bericht  |       |           | Birchgrove Oval, Sydney Zuschauer: 2.000 Schiedsrichter: George Seabrook |

| 14. Mai 15:15 | Eastern Suburbs | 11 : 7 | North Sydney Bears | Royal Agricultural Society Showground, Sydney Zuschauer: 3.000 Schiedsrichter: Tom McMahon Sr. |
| 14. Mai 15:15 | (4:2) Bericht   |        |                    | Royal Agricultural Society Showground, Sydney Zuschauer: 3.000 Schiedsrichter: Tom McMahon Sr. |

| 14. Mai 15:15 | Newtown Jets   | 30 : 0 | Western Suburbs Magpies | Metters Sports Ground, Sydney Zuschauer: 600 Schiedsrichter: Bill Finegan |
| 14. Mai 15:15 | (13:0) Bericht |        |                         | Metters Sports Ground, Sydney Zuschauer: 600 Schiedsrichter: Bill Finegan |

| 14. Mai 15:15 | South Sydney Rabbitohs | 10 : 3 | Glebe | Wentworth Park, Sydney Zuschauer: 2.000 Schiedsrichter: Arthur Farrow |
| 14. Mai 15:15 | (5:0) Bericht          |        |       | Wentworth Park, Sydney Zuschauer: 2.000 Schiedsrichter: Arthur Farrow |

## Runde 3
| 21. Mai 15:15 | Eastern Suburbs | 10 : 14 | South Sydney Rabbitohs | Royal Agricultural Society Showground, Sydney Zuschauer: 5.000 Schiedsrichter: Tom McMahon Sr. |
| 21. Mai 15:15 | (8:3) Bericht   |         |                        | Royal Agricultural Society Showground, Sydney Zuschauer: 5.000 Schiedsrichter: Tom McMahon Sr. |

| 21. Mai 15:15 | Glebe         | 17 : 10 | Annandale | Wentworth Park, Sydney Zuschauer: 700 Schiedsrichter: Lance Hansen |
| 21. Mai 15:15 | (7:6) Bericht |         |           | Wentworth Park, Sydney Zuschauer: 700 Schiedsrichter: Lance Hansen |

| 21. Mai 15:15 | North Sydney Bears | 7 : 33 | Newtown Jets | North Sydney Oval, Sydney Zuschauer: 2.500 Schiedsrichter: Arthur Farrow |
| 21. Mai 15:15 | (7:10) Bericht     |        |              | North Sydney Oval, Sydney Zuschauer: 2.500 Schiedsrichter: Arthur Farrow |

| 21. Mai 15:15 | Western Suburbs Magpies | 2 : 25 | Balmain Tigers | St Luke’s Park, Sydney Zuschauer: 1.200 Schiedsrichter: H. Poulton |
| 21. Mai 15:15 | (2:12) Bericht          |        |                | St Luke’s Park, Sydney Zuschauer: 1.200 Schiedsrichter: H. Poulton |

## Runde 4
| 28. Mai 15:15 | Annandale      | 12 : 20 | Eastern Suburbs | Wentworth Park, Sydney Zuschauer: 250 Schiedsrichter: Arthur Farrow |
| 28. Mai 15:15 | (4:12) Bericht |         |                 | Wentworth Park, Sydney Zuschauer: 250 Schiedsrichter: Arthur Farrow |

| 28. Mai 15:15 | Balmain Tigers  | 25 : 18 | North Sydney Bears | Birchgrove Oval, Sydney Zuschauer: 1.500 Schiedsrichter: H. Poulton |
| 28. Mai 15:15 | (12:10) Bericht |         |                    | Birchgrove Oval, Sydney Zuschauer: 1.500 Schiedsrichter: H. Poulton |

| 28. Mai 15:15 | Newtown Jets  | 12 : 7 | South Sydney Rabbitohs | Royal Agricultural Society Showground, Sydney Zuschauer: 15.000 Schiedsrichter: Tom McMahon Sr. |
| 28. Mai 15:15 | (2:2) Bericht |        |                        | Royal Agricultural Society Showground, Sydney Zuschauer: 15.000 Schiedsrichter: Tom McMahon Sr. |

| 28. Mai 15:15 | Western Suburbs Magpies | 12 : 22 | Glebe | St Luke’s Park, Sydney Zuschauer: 200 Schiedsrichter: George Seabrook |
| 28. Mai 15:15 | (5:17) Bericht          |         |       | St Luke’s Park, Sydney Zuschauer: 200 Schiedsrichter: George Seabrook |

## Runde 5
| 25. Juni 15:15 | Eastern Suburbs | 20 : 11 | Newtown Jets | Royal Agricultural Society Showground, Sydney Zuschauer: 7.000 Schiedsrichter: Tom McMahon Sr. |
| 25. Juni 15:15 | (13:8) Bericht  |         |              | Royal Agricultural Society Showground, Sydney Zuschauer: 7.000 Schiedsrichter: Tom McMahon Sr. |

| 25. Juni 15:15 | Glebe         | 21 : 5 | Balmain Tigers | Wentworth Park, Sydney Zuschauer: 2.500 Schiedsrichter: H. Poulton |
| 25. Juni 15:15 | (5:0) Bericht |        |                | Wentworth Park, Sydney Zuschauer: 2.500 Schiedsrichter: H. Poulton |

| 25. Juni 15:15 | North Sydney Bears | 27 : 21 | South Sydney Rabbitohs | North Sydney Oval, Sydney Zuschauer: 2.000 Schiedsrichter: A. Ballerum |
| 25. Juni 15:15 | (13:10) Bericht    |         |                        | North Sydney Oval, Sydney Zuschauer: 2.000 Schiedsrichter: A. Ballerum |

| 25. Juni 15:15 | Western Suburbs Magpies | 12 : 21 | Annandale | St Luke’s Park, Sydney Zuschauer: 800 Schiedsrichter: George Seabrook |
| 25. Juni 15:15 | (2:10) Bericht          |         |           | St Luke’s Park, Sydney Zuschauer: 800 Schiedsrichter: George Seabrook |

## Runde 6
| 2. Juli 15:15 | Annandale     | 21 : 10 | North Sydney Bears | North Sydney Oval, Sydney Zuschauer: 2.000 Schiedsrichter: Bill Finegan |
| 2. Juli 15:15 | (5:5) Bericht |         |                    | North Sydney Oval, Sydney Zuschauer: 2.000 Schiedsrichter: Bill Finegan |

| 2. Juli 15:15 | Balmain Tigers | 10 : 0 | Eastern Suburbs | Birchgrove Oval, Sydney Zuschauer: 2.500 Schiedsrichter: Tom McMahon Sr. |
| 2. Juli 15:15 | (7:0) Bericht  |        |                 | Birchgrove Oval, Sydney Zuschauer: 2.500 Schiedsrichter: Tom McMahon Sr. |

| 2. Juli 15:15 | Newtown Jets  | 3 : 0 | Glebe | Wentworth Park, Sydney Zuschauer: 2.500 Schiedsrichter: A. Ballerum |
| 2. Juli 15:15 | (3:0) Bericht |       |       | Wentworth Park, Sydney Zuschauer: 2.500 Schiedsrichter: A. Ballerum |

| 2. Juli 15:15 | Western Suburbs Magpies | 13 : 32 | South Sydney Rabbitohs | Metters Sports Ground, Sydney Zuschauer: 1.000 Schiedsrichter: Arthur Farrow |
| 2. Juli 15:15 | (2:10) Bericht          |         |                        | Metters Sports Ground, Sydney Zuschauer: 1.000 Schiedsrichter: Arthur Farrow |

## Runde 7
| 16. Juli 15:15 | Annandale      | 8 : 34 | South Sydney Rabbitohs | Royal Agricultural Society Showground, Sydney Zuschauer: 3.000 Schiedsrichter: H. Poulton |
| 16. Juli 15:15 | (3:15) Bericht |        |                        | Royal Agricultural Society Showground, Sydney Zuschauer: 3.000 Schiedsrichter: H. Poulton |

| 16. Juli 15:15 | Glebe         | 14 : 10 | Eastern Suburbs | Wentworth Park, Sydney Zuschauer: 6.000 Schiedsrichter: Tom McMahon Sr. |
| 16. Juli 15:15 | (4:7) Bericht |         |                 | Wentworth Park, Sydney Zuschauer: 6.000 Schiedsrichter: Tom McMahon Sr. |

| 16. Juli 15:15 | Newtown Jets  | 8 : 2 | Balmain Tigers | Metters Sports Ground, Sydney Zuschauer: 4.000 Schiedsrichter: Arthur Farrow |
| 16. Juli 15:15 | (0:0) Bericht |       |                | Metters Sports Ground, Sydney Zuschauer: 4.000 Schiedsrichter: Arthur Farrow |

| 16. Juli 15:15 | Western Suburbs Magpies | 18 : 8 | North Sydney Bears | St Luke’s Park, Sydney Zuschauer: 1.200 Schiedsrichter: George Seabrook |
| 16. Juli 15:15 | (5:0) Bericht           |        |                    | St Luke’s Park, Sydney Zuschauer: 1.200 Schiedsrichter: George Seabrook |

## Runde 8
| 23. Juli 15:15 | Annandale     | 6 : 8 | Balmain Tigers | Birchgrove Oval, Sydney Zuschauer: 2.000 Schiedsrichter: George Seabrook |
| 23. Juli 15:15 | (0:6) Bericht |       |                | Birchgrove Oval, Sydney Zuschauer: 2.000 Schiedsrichter: George Seabrook |

| 23. Juli 15:15 | Glebe   | 5 : 18 | Newtown Jets | Wentworth Park, Sydney Zuschauer: 10.000 Schiedsrichter: Tom McMahon Sr. |
| 23. Juli 15:15 | Bericht |        |              | Wentworth Park, Sydney Zuschauer: 10.000 Schiedsrichter: Tom McMahon Sr. |

| 23. Juli 15:15 | North Sydney Bears | 5 : 16 | Eastern Suburbs | North Sydney Oval, Sydney Zuschauer: 1.800 Schiedsrichter: A. Ballerum |
| 23. Juli 15:15 | (2:10) Bericht     |        |                 | North Sydney Oval, Sydney Zuschauer: 1.800 Schiedsrichter: A. Ballerum |

| 23. Juli 15:15 | South Sydney Rabbitohs | 67 : 0 | Western Suburbs Magpies | Royal Agricultural Society Showground, Sydney Zuschauer: 500 Schiedsrichter: H. Poulton |
| 23. Juli 15:15 | (37:0) Bericht         |        |                         | Royal Agricultural Society Showground, Sydney Zuschauer: 500 Schiedsrichter: H. Poulton |

## Runde 9
| 30. Juli 15:15 | Annandale     | 10 : 7 | Glebe | Wentworth Park, Sydney Zuschauer: 1.000 Schiedsrichter: Laurie Kearney |
| 30. Juli 15:15 | (5:7) Bericht |        |       | Wentworth Park, Sydney Zuschauer: 1.000 Schiedsrichter: Laurie Kearney |

| 30. Juli 15:15 | Balmain Tigers | 13 : 10 | Western Suburbs Magpies | Birchgrove Oval, Sydney Zuschauer: 1.500 Schiedsrichter: George Seabrook |
| 30. Juli 15:15 | (8:5) Bericht  |         |                         | Birchgrove Oval, Sydney Zuschauer: 1.500 Schiedsrichter: George Seabrook |

| 30. Juli 15:15 | Newtown Jets  | 4 : 4 | Eastern Suburbs | Metters Sports Ground, Sydney Zuschauer: 4.000 Schiedsrichter: Tom McMahon Sr. |
| 30. Juli 15:15 | (2:4) Bericht |       |                 | Metters Sports Ground, Sydney Zuschauer: 4.000 Schiedsrichter: Tom McMahon Sr. |

| 30. Juli 15:15 | South Sydney Rabbitohs | 53 : 4 | North Sydney Bears | Royal Agricultural Society Showground, Sydney Zuschauer: 600 Schiedsrichter: H. Poulton |
| 30. Juli 15:15 | (31:0) Bericht         |        |                    | Royal Agricultural Society Showground, Sydney Zuschauer: 600 Schiedsrichter: H. Poulton |

## Runde 10
| 13. August 15:15 | Eastern Suburbs | 12 : 12 | Annandale | Metters Sports Ground, Sydney Zuschauer: 1.200 Schiedsrichter: Arthur Farrow |
| 13. August 15:15 | (10:0) Bericht  |         |           | Metters Sports Ground, Sydney Zuschauer: 1.200 Schiedsrichter: Arthur Farrow |

| 13. August 15:15 | Glebe          | 35 : 15 | Western Suburbs Magpies | Wentworth Park, Sydney Zuschauer: 4.000 Schiedsrichter: Laurie Kearney |
| 13. August 15:15 | (17:2) Bericht |         |                         | Wentworth Park, Sydney Zuschauer: 4.000 Schiedsrichter: Laurie Kearney |

| 13. August 15:15 | North Sydney Bears | 12 : 16 | Balmain Tigers | North Sydney Oval, Sydney Zuschauer: 2.000 Schiedsrichter: George Seabrook |
| 13. August 15:15 | (8:5) Bericht      |         |                | North Sydney Oval, Sydney Zuschauer: 2.000 Schiedsrichter: George Seabrook |

| 13. August 15:15 | South Sydney Rabbitohs | 15 : 8 | Newtown Jets | Royal Agricultural Society Showground, Sydney Zuschauer: 14.000 Schiedsrichter: Tom McMahon Sr. |
| 13. August 15:15 | (5:5) Bericht          |        |              | Royal Agricultural Society Showground, Sydney Zuschauer: 14.000 Schiedsrichter: Tom McMahon Sr. |

## Runde 11
| 20. August 15:15 | Balmain Tigers | 8 : 29 | Newtown Jets | Birchgrove Oval, Sydney Zuschauer: 6.000 Schiedsrichter: Tom McMahon Sr. |
| 20. August 15:15 | (3:8) Bericht  |        |              | Birchgrove Oval, Sydney Zuschauer: 6.000 Schiedsrichter: Tom McMahon Sr. |

| 20. August 15:15 | Glebe           | 26 : 13 | North Sydney Bears | Wentworth Park, Sydney Zuschauer: 500 Schiedsrichter: E. Shaw |
| 20. August 15:15 | (12:10) Bericht |         |                    | Wentworth Park, Sydney Zuschauer: 500 Schiedsrichter: E. Shaw |

| 20. August 15:15 | South Sydney Rabbitohs | 19 : 2 | Annandale | Royal Agricultural Society Showground, Sydney Zuschauer: 2.500 Schiedsrichter: Laurie Kearney |
| 20. August 15:15 | (2:2) Bericht          |        |           | Royal Agricultural Society Showground, Sydney Zuschauer: 2.500 Schiedsrichter: Laurie Kearney |

| 20. August 15:15 | Western Suburbs Magpies | 8 : 38 | Eastern Suburbs | St Luke’s Park, Sydney Zuschauer: 1.500 Schiedsrichter: Bill Finegan |
| 20. August 15:15 | (0:25) Bericht          |        |                 | St Luke’s Park, Sydney Zuschauer: 1.500 Schiedsrichter: Bill Finegan |

## Runde 12
| 27. August 15:15 | Annandale     | 25 : 3 | Western Suburbs Magpies | Wentworth Park, Sydney Zuschauer: 400 Schiedsrichter: A. Ballerum |
| 27. August 15:15 | (2:0) Bericht |        |                         | Wentworth Park, Sydney Zuschauer: 400 Schiedsrichter: A. Ballerum |

| 27. August 15:15 | Balmain Tigers | 19 : 14 | Glebe | Birchgrove Oval, Sydney Zuschauer: 2.500 Schiedsrichter: George Seabrook |
| 27. August 15:15 | (8:6) Bericht  |         |       | Birchgrove Oval, Sydney Zuschauer: 2.500 Schiedsrichter: George Seabrook |

| 27. August 15:15 | Newtown Jets    | 20 : 10 | North Sydney Bears | Metters Sports Ground, Sydney Zuschauer: 1.500 Schiedsrichter: Laurie Kearney |
| 27. August 15:15 | (12:10) Bericht |         |                    | Metters Sports Ground, Sydney Zuschauer: 1.500 Schiedsrichter: Laurie Kearney |

| 27. August 15:15 | South Sydney Rabbitohs | 3 : 8 | Eastern Suburbs | Royal Agricultural Society Showground, Sydney Zuschauer: 12.000 Schiedsrichter: Tom McMahon Sr. |
| 27. August 15:15 | (3:2) Bericht          |       |                 | Royal Agricultural Society Showground, Sydney Zuschauer: 12.000 Schiedsrichter: Tom McMahon Sr. |

## Runde 13
| 3. September 15:15 | Eastern Suburbs | 39 : 2 | Balmain Tigers | Royal Agricultural Society Showground, Sydney Zuschauer: 5.000 Schiedsrichter: Laurie Kearney |
| 3. September 15:15 | (11:2) Bericht  |        |                | Royal Agricultural Society Showground, Sydney Zuschauer: 5.000 Schiedsrichter: Laurie Kearney |

| 3. September 15:15 | Glebe          | 2 : 22 | South Sydney Rabbitohs | Wentworth Park, Sydney Zuschauer: 1.500 Schiedsrichter: A. Ballerum |
| 3. September 15:15 | (0:14) Bericht |        |                        | Wentworth Park, Sydney Zuschauer: 1.500 Schiedsrichter: A. Ballerum |

| 3. September 15:15 | North Sydney Bears | 0 : 8 | Annandale | North Sydney Oval, Sydney Zuschauer: 2.000 Schiedsrichter: H. Poulton |
| 3. September 15:15 | (0:8) Bericht      |       |           | North Sydney Oval, Sydney Zuschauer: 2.000 Schiedsrichter: H. Poulton |

| 3. September 15:15 | Western Suburbs Magpies | 6 : 34 | Newtown Jets | Metters Sports Ground, Sydney Zuschauer: 1.000 Schiedsrichter: E. Shaw |
| 3. September 15:15 | (0:23) Bericht          |        |              | Metters Sports Ground, Sydney Zuschauer: 1.000 Schiedsrichter: E. Shaw |

## Runde 14
| 10. September 14:00 | North Sydney Bears | 12 : 4 | Western Suburbs Magpies | Metters Sports Ground, Sydney Zuschauer: 1.500 Schiedsrichter: E. Shaw |
| 10. September 14:00 | (6:4) Bericht      |        |                         | Metters Sports Ground, Sydney Zuschauer: 1.500 Schiedsrichter: E. Shaw |

| 10. September 15:15 | Balmain Tigers | 7 : 16 | South Sydney Rabbitohs | Birchgrove Oval, Sydney Zuschauer: 3.000 Schiedsrichter: Laurie Kearney |
| 10. September 15:15 | (2:16) Bericht |        |                        | Birchgrove Oval, Sydney Zuschauer: 3.000 Schiedsrichter: Laurie Kearney |

| 10. September 15:15 | Eastern Suburbs | 36 : 0 | Glebe | Royal Agricultural Society Showground, Sydney Zuschauer: 3.000 Schiedsrichter: Bill Finegan |
| 10. September 15:15 | (13:0) Bericht  |        |       | Royal Agricultural Society Showground, Sydney Zuschauer: 3.000 Schiedsrichter: Bill Finegan |

| 10. September 15:15 | Newtown Jets  | 19 : 2 | Annandale | Metters Sports Ground, Sydney Zuschauer: 1.500 Schiedsrichter: A. Ballerum |
| 10. September 15:15 | (8:2) Bericht |        |           | Metters Sports Ground, Sydney Zuschauer: 1.500 Schiedsrichter: A. Ballerum |